# Lipovec, Blansko
Lipovec là một làng thuộc huyện Blansko, vùng Jihomoravský, Cộng hòa Séc.